# Пивоварова, Ирина Михайловна
Ирина Михайловна (Моисеевна) Пивоварова (3 марта 1939, Москва — 10 августа 1986, Москва) — русская детская писательница, поэтесса, иллюстратор.

## Биография
Родилась в Москве в семье врача. Её отец мечтал, чтобы дочь пошла по его стопам и выбрала медицинскую карьеру. Но с детства Ирину привлекало творчество, поэтому после окончания школы она поступила в Московский текстильный институт на факультет прикладного искусства.
После института Ирина несколько лет работала декоратором. В это время познакомилась со своим будущим мужем — представителем неофициального искусства Виктором Пивоваровым.
Ирина неожиданно начала писать стихи и рассказы для маленьких читателей, а её муж создавал иллюстрации к её произведениям. Сначала рассказы Ирины печатают в небольших, не очень известных журналах. И только после того, как её стихи были опубликованы в журнале «Весёлые картинки», Ирина Пивоварова получает известность.

## Творчество
Наиболее популярные сборники рассказов и повестей Ирины Пивоваровой — «О чём думает моя голова», «Однажды Катя с Манечкой». Сборники «Жила-была собака», «Венок из колокольчиков», «Хочу летать» «Лесные разговоры», «Потерялась птица в небе», «Только для детей».
Её перу принадлежат повести «Тройка с минусом, или Происшествие в 5 „А“», «Рассказы Люси Синицыной, ученицы третьего класса», «Старичок в клетчатых брюках», «Рассказы Павлика Помидорова, брата Люси Синицыной».
По стихотворениям Пивоваровой были сняты мультфильмы «Жирафа и очки», «Одна лошадка белая». Ирина Михайловна также написала сценарий мультфильмов «Бим, Бам, Бом и волк», «Жирафа и очки».
Ирина Пивоварова говорила о своих произведениях: «Прозу, как и стихи, я пишу весёлую. Очень люблю, когда дети смеются! Если мне приходится их учить, стараюсь, чтобы это было не слишком заметно. При этом я учусь сама. Мои добрые учителя — К. Чуковский, А. Линдгрен, Д. Хармс, О. Дриз».
В последние годы, будучи тяжело больна, диктовала роман «Круглое окно», изданный посмертно (1997).
Умерла 10 августа 1986 года. Похоронена на Ваганьковском кладбище.

## Семья
- Муж — художник Виктор Пивоваров (развелись в 1974 году).
  - Сын — Павел Пепперштейн, художник, критик, теоретик искусства[2].

## Экранизации
- 1974 — Бим, Бам, Бом и волк
- 1977 — Одна лошадка белая
- 1978 — Жирафа и очки
- 1978 — Весёлая карусель № 10 Посылка
- 1985 — Старая лестница
- 1988 — Потерялась птица в небе
- 1996 — Весёлая карусель № 30 Тайна